# 밀행
"밀행"(Secret Going)은 한국에서 제작된 김시현 감독의 1975년 드라마, 미스터리 영화이다. 한국남 등이 주연으로 출연하였고 이우석 등이 제작에 참여하였다.

## 출연

### 주연
- 한국남
- 문경희

### 조연
- 이예민
- 전숙
- 김기종
- 김미경
- 최민규
- 최현근
- 한명환
- 신동욱
- 양춘
- 정규영
- 한태일
- 윤일주
- 석인수
- 고옥화

## 기타
- 제작부장: 김이철
- 촬영부: 신명의
- 조명: 오영권
- 조명부: 박주일
- 스틸: 정기성
- 조연출: 정진균
- 음향: 최형래
- 사운드: 김병수
- 현상: 한국천연색